# Воронцов, Николай Алексеевич (1922—1943)
Николай Алексеевич Воронцов (13 апреля 1922 — 28 декабря 1943) — лейтенант Рабоче-крестьянской Красной Армии, участник Великой Отечественной войны, Герой Советского Союза (1944).

## Биография
Родился 13 апреля 1922 года в селе Мягкоход (ныне — Бершадский район Винницкой области Украины) в семье служащего. В 1941 году он окончил Тепликский зоотехнический техникум, после чего работал зоотехником в родном селе. В 1941 году был призван на службу в Рабоче-крестьянскую Красную Армию. Окончил Таллинское пехотное училище. С 1943 года — на фронтах Великой Отечественной войны, был адъютантом-старшим мотострелкового батальона 71-й механизированной бригады 3-й гвардейской танковой армии. Принимал участие в боях на Центральном, Воронежском и 1-м Украинском фронтах. Несмотря на то, что являлся штабным работником, неоднократно участвовал в боях, за «умелое руководство подразделением в бою» был награждён орденом Красной Звезды. Особо отличился в ходе освобождения Киевской и Житомирской областей Украинской ССР.
В боях за Фастов, находясь в боевых порядках батальона, нашёл слабое место во вражеской обороне и после миномётного обстрела по позициям противника атаковал его во главе подразделения автоматчиков при поддержке взвода танков. В траншее он лично в рукопашной схватке уничтожил 9 солдат противника. Преследуя отходящего противника, подразделение под командованием Николая Воронцова ворвалось в населённый пункт. Продолжая наступление, в конце декабря 1943 года дивизия вошла на территорию Житомирской области. 28 декабря его батальон вёл бой в районе сёл Студеница и Бельковцы. Когда на нескольких участках противник начал теснить бойцов батальона, Николай Воронцов, забрав с собой бойцов роты противотанковых ружей, бросился с ними наперерез немецким танкам. Огнём из противотанкового ружья он лично подбил два танка. В этом бою был тяжело ранен и в тот же вечер скончался в госпитале. Похоронен в селе Бельковцы Коростышевского района Житомирской области.
Указом Президиума Верховного Совета СССР «О присвоении звания Героя Советского Союза генералам, офицерскому, сержантскому и рядовому составу Красной Армии» от 10 января 1944 года за «образцовое выполнение боевых заданий командования на фронте борьбы с немецко-фашистскими захватчиками и проявленные при этом отвагу и геройство» удостоен посмертно высокого звания Героя Советского Союза. Также был награждён орденами Ленина и Красной Звезды. В Коростышеве на Аллее Героев установлен бюст Воронцова.